# Ae van Rabel
Ae van Rabel est un peintre néerlandais de nature morte, actif en 1653.

## Œuvres
- Nature morte au poisson, pain et aux oignons, 1653, huile sur toile, 59 × 72 cm, musée des Beaux-Arts de Gand[1]